# 9589 Deridder
9589 Deridder este un asteroid din centura principală de asteroizi.

## Descriere
9589 Deridder este un asteroid din centura principală de asteroizi. A fost descoperit pe 21 noiembrie 1990 la Observatorul La Silla de Eric Walter Elst. El prezintă o orbită caracterizată de o semiaxă mare de 2,59 ua, o excentricitate de 0,06 și o înclinație de 4,2° în raport cu ecliptica.